# 款彩
款彩，也稱大雕填或刻灰，是一種漆器工藝。

## 工藝
款彩是在木板上以漆灰為底子，上黑漆或其他色漆，用類似白描的手法在漆面上勾出花紋，然後把花紋輪廓裡的漆灰清空，再補上各種色漆或色油在裡面，成為彩色圖畫。花紋輪廓高起，所以看上去像是印線裝書的木板。

## 歷史
款彩在明清甚為普遍，特別常用於製作屏風，在清初成為潮流。